# Трифкович, Марко
Марко Н. Трифкович (серб. Марко Н. Трифковић; 6 сентября 1864, Белград — 26 июля 1928, Белград) — сербский юрист и политик; с 1 июля по 12 сентября 1912 года занимал пост премьер-министра Королевства Сербия.

## Биография
Марко Трифкович родился 6 сентября 1864 года в сербской столице. Изучал право сперва в университете родного города, а затем продолжил обучение в университетах Берлина и Цюриха. После окончания обучения он проходил стажировку в судах Валево и Крушеваца, а затем работал юристом в Белграде. Оттуда он перешёл на службу в Министерство народного хозяйства Сербии, где работал инспектором.
Являясь членом Народной радикальной партии Сербии М. Трифкович впервые был избран депутатом в 1906 году. Он был министром в правительствах Николы Пашича и Милована Миловановича; после смерти последнего (с 1 июля по 12 сентября 1912 года) занимал пост премьер-министра правительства Сербии и одновременно министра иностранных дел.
Во время Первой мировой войны, во время пребывания сербского правительства на острове Корфу, с группой из 14 депутатов вышел из объединенного клуба и образовал Независимый клуб депутатов радикальной партии, занявший оппозиционную позицию по отношению к политике Николы Пашича и Стояна Протича.
В новом послевоенном государстве М. Трифкович был министром в правительствах Николы Пашича, Стояна Протича и Миленко Веснича. В 1920 году он был избран председателем Национальной ассамблеи чрезвычайного и очередного созыва и принимал активное участие в политической жизни Югославии.